# Separationstheorem
Das Separationstheorem ist ein fundamentaler Satz für den Entwurf von Zustandsreglern mit Beobachtern. Er besagt, dass die Eigenwerte einer Zustandsregelung ohne Beobachter nicht verschoben werden, wenn die Zustandsgrößen von einem Beobachter rekonstruiert werden. Die Pole des Beobachters treten zu den Polen des Zustandsregelkreises ohne Beobachter hinzu.
Damit kann zunächst der Regler ohne Berücksichtigung des notwendigen Beobachters entworfen werden. Dieser wird dann in einem zweiten Entwurfsschritt ergänzt.
Das Führungsverhalten wird nur von den Polen der Regelung bestimmt, während das Störverhalten von den Polen der Regelung und des Beobachters bestimmt wird.